# Мемориальные и аннотационные доски Полтавы

## Аннотационные доски на улицах города Полтавы
| Изображение | В честь кого, чего или какого события                                                                            | Адрес                   |
|             | Улица Балакина названа в честь Василия Федоровича Балакина, заместителя командующего артиллерией Степного фронта | ул. Балакина            |
|             | Ул.Зыгина названа в честь генерал-лейтенанта А.И.Зыгина                                                          | ул. Дмитрия Коряка, 2а  |
|             | Улиця названа на честь Григория Сергеевича Кагамлыка                                                             | ул. Кагамлыка           |
|             | Улица названа в честь В.Козака 1940-2001                                                                         | ул. Владимира Козака    |
|             | Улица названа в честь Лидова Петра Александровича                                                                | ул. Лидова, 11          |
|             | Малая Академия Искусств названа в честь Р.Кириченко                                                              | Малая Академия Искусств |
|             | В этом доме замурована капсула с письмом юношам и девушкам 2018                                                  | Первомайский, 18        |
|             | М.В.Фрунзе выдающийся деятель коммунистической партии                                                            | ул. Фрунзе              |

## Мемориальные доски на улицах города Полтавы
| Изображение | В честь кого, чего или какого события | Адрес                                                       |                        |
|             | В этом доме в 1941 г. Размещался эвакогоспиталя № 1767 | 3-я школа, ул.Куйбышева, 4                                  |                        |
|             | Т. Г. Шевченко посетил дом Котляревского и встретился с Ф. Л. Ткаченко | 3-я школа, ул.Куйбышева, 4                                  |                        |
|             | В этом доме жил и работал В. И. Вернадский | Володарского                                                |                        |
|             | Полтавский мемориальный музей на базе усадьбы Ивана и Марианны Скрипников | Карла Либкнехта                                             |                        |
|             | В этой школе в 1933 г. учился Олег Кошевой | 8-я школа                                                   |                        |
|             | Основатель Полтавского муз.училища Д. В. Ахшарумов 1864-1933 | муз.училище, ул.Октябрьская, 11                             |                        |
|             | Организатор и руководитель образцовой капеллы бандуристов Украины В. А. Кабачок 1892-1957 | муз.училище, ул.Октябрьская, 11                             |                        |
|             | Народный артист Украины, артист театра и кино Мирошниченко В.А. | муз.училище, ул.Октябрьская, 11                             |                        |
|             | Выпускник Полтавского муз.училища А. П. Коломиец 1918-1997 | муз.училище, ул.Октябрьская, 11                             |                        |
|             | 1925-1934 в Полтавском муз.училища работал Ф. М. Попадич | муз.училище, ул.Октябрьская, 11                             |                        |
|             | Преподавателям, студентам и сотрудникам ПГПУ, погибших в годы ВОВ 1941-1945 | Пед.университет, вул.Остроградського, 2, учебный корпус № 3 |                        |
|             | В ПГПУ в 1920-1933 гг. работал В. М. Верховинец | Пед.Университет, вул.Остроградського, 1                     |                        |
|             | В ПГПУ в 1914-1917 гг. работал А. С. Макаренко | ПГПУ                                                        | вул.Остроградського, 1 |
|             | В ПГПУ в 1936-1938 гг. работал В. А. Сухомлинский | Пед.Университет, вул.Остроградського, 1                     |                        |
|             | В ПГПУ в 1917-1933 гг. работал Г. Г. Ващенко | Пед.Университет, вул.Остроградського, 1                     |                        |
|             | В ПГПУ в 1917-1928 гг. работал В. А. Щепотьев | Пед.Университет, вул.Остроградського, 1                     |                        |
|             | академик НАПН Пащенко В.А., с 1990 по 2008 год - ректор ПГПУ | Пед.Университет, вул.Остроградського, 2                     |                        |
|             | На Полтавском опытном поле работал А. Н. Соколовский | Опытная станция, ул. Шведская 86                            |                        |
|             | На Полтавском опытном поле работал Н. И. Вавилов | Опытная станция, ул. Шведская 86                            |                        |
|             | Принимали участие в разработке программы деятельности станции Вернадский, Докучаев,Зайкевич, Измаильский | Опытная станция, ул. Шведская 86                            |                        |
|             | 1953-1985 На Полтавском турбомеханическом заводе (недоступная ссылка) работал Б. В. Шумейко | турбомеханический завод                                     |                        |
|             | Полтавский турбомеханический завод (недоступная ссылка) награждён почетной грамотой КМУ 23.09.2001 | турбомеханический завод                                     |                        |
|             | В этом доме родился Ю. В. Кондратюк | Комсомольская, 4 (кв.20)                                    |                        |
|             | В этом доме с 1913-1919 жил и работал русский и лихтенштейнский художник, мастер живописи и графики, представитель символизма и модерна, создатель почтовых марокИван Григорьевич Мясоедов (Евгений Зотов) (1881-1953) (автор мемориальной доски Евгений Путря) | Мясоедова                                                   |                        |
|             | В этом доме в 1889-1911 жил и работал И. Г. Мясоедов | Мясоедова                                                   |                        |
|             | Усадьба-музей Панаса Мирного | Панаса Мирного                                              |                        |
|             | В этом доме жил и работал Панас Мирный 1903-1920 | Панаса Мирного                                              |                        |
|             | В этом доме размещался в 1941 эвакогоспиталя № 1054 | Аграрный колледж                                            |                        |
|             | В этом помещении Полтавской духовной семинарии 1895-1902 учился С. В. Петлюра | СГ Академия, ул.Сковороды, 1 / 3                            |                        |
|             | В Виленском военном училище в 1916 учился Н. А. Щорс | СГ Академия, ул.Сковороды, 1 / 3                            |                        |
|             | На территории института находился дом в котором действовал Полтавский профессиональный театр, возглавляемый Котляревским | СГ Академия, ул.Сковороды, 1 / 3                            |                        |
|             | В этом доме 1861-1862 жил и работал М. В. Остроградский | Сковороды                                                   |                        |
|             | В этом доме 1914-1917 учился А. С. Макаренко | Балакина 10б                                                |                        |
|             | В этом доме 1986-1993 работал Т. Никитин | Ватутина                                                    |                        |
|             | В этом доме жила 1987-2005 Раиса Кириченко | Ватутина                                                    |                        |
|             | Студент года 2008 И. Мелюхнов | Гоголя, 7                                                   |                        |
|             | Позорище города - Аллея "звезд" Полтавского факультета Киевского университета культуры | Гоголя, 7                                                   |                        |
|             | В нашем городе в 1893 родился актер российского, советского и европейского театра и кино, режиссер, сценарист и педагог, Владимир Георгиевич Гайдаров (1993-1976) (автор мемориальной доски Евгений Путря)                                                      | Гоголя, 22                                                  |                        |
|             | В этом доме в 1903 по случаю открытия памятника Котляревскому принимали участие известные деятели | Гоголя, 22                                                  |                        |
|             | 1942-2007 А. А. Борисенок | Гоголя, 10, обл.филармония                                  |                        |
|             | В этом доме жил и работал А. И. Ковинька | Зыгина, 4                                                   |                        |
|             | В этом доме жил и работал Л. С. Вайнгорт | Комсомольская, 10                                           |                        |
|             | В медицинском училище 1977-1981 учился А. Г. Срибный | Комсомольская, 51а                                          |                        |
|             | В этом доме 1939-1941 жил С. С. Бирюзов | Комсомольская, 35                                           |                        |
|             | В этом доме 1894-1908 жил М. А. Дмитриев | Конститутуции, 3                                            |                        |
|             | В этом доме с 1958-1964 жил и работал художник, живописец. график, организатор Полтавского Союза Художников Виталий Иванович Шаховцов (1924-1969) (автор мемориальной доски Евгений Путря)                                                                      | Ленина, 11                                                  |                        |
|             | В этом доме 1963-1997 жил и работал Леонид Бразов | Ленина, 11                                                  |                        |
|             | В этом доме с 1950-1994 г. жил и работал художник-экспозиционер, график, Заслуженный художник Украины Анатолий Терентьевич Щербак (1939-1994) (автор мемориальной доски Евгений Путря)                                                                          | Лидова, 11                                                  |                        |
|             | В этом здании на протяжении 25 лет работал В. П. Козак | Монастырская, 12                                            |                        |
|             | На протяжении 34 лет работал начальником управления буровых работ Р. Ю. Садовский | Монастырская, 12                                            |                        |
|             | 1818-1819 училсяН.В.Гоголь | Малая Академия Искусств                                     |                        |
|             | Раїса Кириченко 1943-2005 | Мала Академія Мистецтв                                      |                        |
|             | Николай Антонович Комарницкий 1894-1975 | Октябрьская, 66                                             |                        |
|             | В этом доме в 1889-1890 жил Г. Е. Котельников | Октябрьская, 24                                             |                        |
|             | Полтавский литературно-мемориальный музей И.П. Котляревского (автор памятной доски Евгений Путря) | Первомайский, 18                                            |                        |
|             | В этом доме в 1875 родился и провел детские годы А. В. Луначарский | Первомайский, 18                                            |                        |
|             | Это учебное заведение 1980-2004 возглавлял Г. А. Олейник | Первомайский, 18                                            |                        |
|             | Основателям архивного дела по случаю столетия открытия Полтавской ученой архивной комиссии | Пушкина, 18_24                                              |                        |
|             | В этом доме с 1973-1993 жил и работал Заслуженный художник Украины, главный художник г. Полтавы (1991-1993) Виктор Николаевич Батурин (1937-1993) (автор мемориальной доски Евгений Путря)                                                                      | Пушкина, 41_28                                              |                        |
|             | Слепян А.М., почетный нефтяник СССР, первый директор объединения УКРСХИДНАФТА | Пушкина, сто девятнадцатый                                  |                        |
|             | 1922-1926 в трудовой школе № 10 учился В. М. Челомей | Пушкина, 20_23                                              |                        |
|             | На этом месте 23.09.1995 замурована капсула с обращением к молодежи 2025 | Пушкина, 20_23                                              |                        |
|             | В этой школе в 1927-1937 училась Ляля Убийвовк | Пушкина, 20_23                                              |                        |
|             | В этом доме в 1941 году размещался эвакогоспиталя № 1767 | Пушкина, 83а                                                |                        |
|             | В цьому приміщенні в 1922-1924 роках навчався Ю.О.Победоносцев | Пушкіна, 83а                                                |                        |
|             | В этом доме провел детские годы В. С. Сапиго | Пушкина, 50                                                 |                        |
|             | В этом техникуме в 1934-1935 годах учился В. А. Мироненко | Техникум пищевых технологий                                 |                        |
|             | Первый ректор кооперативного института Н. Н. Дианич | Университет экономики                                       |                        |
|             | В феврале 1883 Коробкин М.П. впервые сделана операция на легких | Шевченко, 1                                                 |                        |
|             | С. А. Леваневский- выдающийся советский летчик | Шевченко, 9                                                 |                        |
|             | В этом доме 1827-1835 годы работал И. П. Котляревский | Областная больница                                          |                        |
|             | Памятник архитектуры дом 1820 охраняется законом | Областная больница                                          |                        |
|             | Генерал-фельдмаршал Иван Фёдорович Паскевич | Октябрьская, 8                                              |                        |
|             | В этом доме в 1928-1939 годах жил и работал народный художник Украины Евгений Захарович Трегуб | Октябрьская, 8                                              |                        |
|             | В школе №6 учился в 1921-1928 годах Герой Советского Союза Николай Михайлович Стадничук | В.Чорновола, 3                                              |                        |
|             | В школе №6 учился в 1920-1927 годах поэт Евгений Иванович Кривенко | В.Чорновола, 3                                              |                        |
|             | В Полтавском с/х институте с 1936 по 1971 год работал академик АН УССР Алексей Владимирович Квасницкий | ул.Сковороды, новый корпус с/х академии                     |                        |
|             | В Полтавском с/х институте с 1923 по 1925 год учился академик АН УССР Николай Николаевич Гришко, основатель и первый директор Национального ботанического сада НАН Украины                                                                                      | ул.Сковороды, новый корпус с/х академии                     |                        |
|             | В школе №7 в 1971 - 1975 годах работал директором Бабак, Иван Ильич, Герой Советского Союза | ул.Балакина, 2                                              |                        |
|             | В этом доме в 1917—1918 годах жил и работал Вернадский Владимир Иванович | ул.Володарского, 8                                          |                        |
|             | Мемориальная доска в честь астронома, академика АН УССР Александра Яковлевича Орлова | Полтавская гравиметрическая обсерватория                    |                        |
|             | В этом доме жил Герой Советского Союза Нездолий Кузьма Павлович | ул.Гоголя, 35                                               |                        |
|             | Место первой декларации «Самостийной Украины» | Воскресенский узвоз, 3                                      |                        |